# Ecnomina kavinia
Ecnomina kavinia is een schietmot uit de familie Ecnomidae. De soort komt voor in het Australaziatisch gebied.